# Bollezele
Bollezele (officieel: Bollezeele) is een gemeente in de Franse Westhoek, in het Franse Noorderdepartement (Frans: département du Nord). De gemeente ligt in Frans-Vlaanderen in de streek het Houtland. Bollezele grenst aan de gemeenten Eringem, Zegerskapel, Arneke, Rubroek, Broksele, Volkerinkhove en Merkegem. De gemeente telde op 1 januari 2022 1.425 inwoners.

## Naam en geschiedenis
De plaats Bollezele is genoemd naar een zekere Bollo, een Frankische heer van deze plaats die aldaar zijn zaal had. De eerste schriftelijke vermelding de plaats was in 1101 als Bolingesela.
Tijdens de middeleeuwen waren er verschillende heerlijkheden op het grondgebied van Bollezele. 
Vele Vlaamse namen herinneren aan die tijd, zoals: Pantgat, Hofland, Penhof, Roodkoornhuys, Erkelsbrugge, Zwynland, Noord bunder, Vrouweveld, Smeekaert, Hoogenhill, Kapveld, Paddeveld, Peenhof, Korenhuys, Leurdam, Roos Houck, Brunshouck.
In die tijd maakte Bollezele deel uit van de kasselrij van Kassel, een onderdeel van het graafschap Vlaanderen. De kasselrij was verdeeld in vierscharen waar recht werd gesproken. De gemeenten Bollezele en Zegerskapel vormden een vierschaar.
In de vijftiende eeuw woonden er al 650 mensen in Bollezele.

## Bezienswaardigheden
- De Sint-Wandregesiluskerk  (Église Saint-Wandrille)
- Op de gemeentelijke begraafplaats van Bollezele bevinden zich tien Britse oorlogsgraven uit beide wereldoorlogen.

## Natuur en landschap
Bollezele ligt in het Houtland op een hoogte van 2-52 meter.

## Geografie
De oppervlakte van Bollezele bedroeg op 1 januari 2022 17,54 vierkante kilometer; de bevolkingsdichtheid was toen 81,2 inwoners per km².

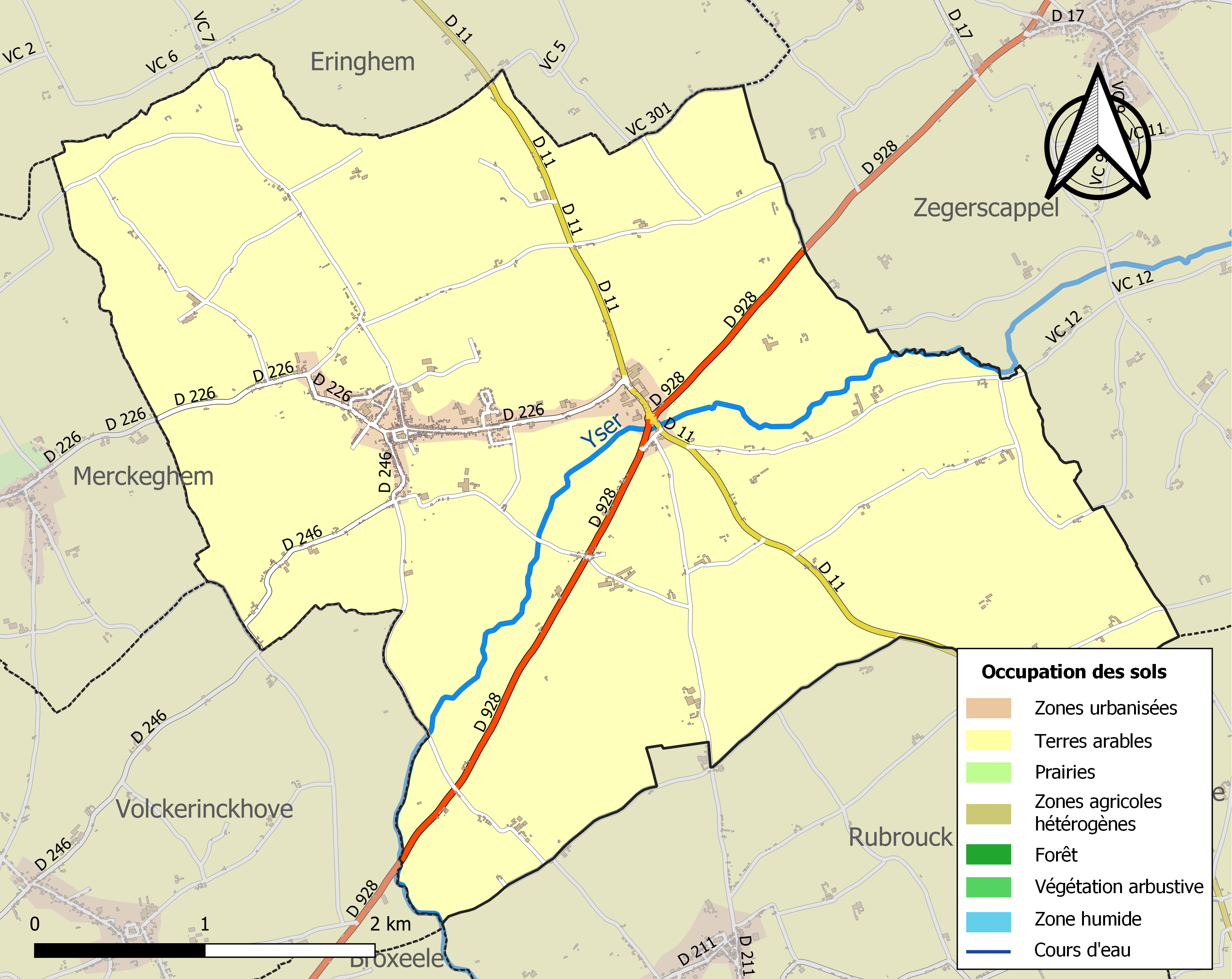
Kaart van de gemeente met belangrijkste infrastructuur, bodemgebruik en omliggende gemeenten

## Demografie
Onderstaande figuur toont het verloop van het inwonertal (bron: INSEE-tellingen).

## Geboren
- Joseph Dezitter (Frans-Vlaamse schilder)

## Nabijgelegen kernen
Merkegem, Rubroek, Arneke, Zegerskappel, Eringem
Arneke · Bambeke · Bavinkhove · Bissezele · Bollezele · Broksele · Buisscheure · Ekelsbeke · Eringem · Hardefoort · Herzele · Holke · Hondschote · Hooimille · Houtkerke · Killem · Krochte · Kwaadieper · Lederzele · Ledringem · Merkegem · Millam · Nieuwerleet · Noordpene · Ochtezele · Oostkappel · Oudezele · Rekspoede · Rubroek · Sint-Momelijn · Soks · Steenvoorde · Terdegem · Volkerinkhove · Warrem · Waten · Wemaarskappel · Westkappel · Wilder · Winnezele · Wormhout · Wulverdinge · Zegerskappel · Zermezele · Zuidpene
Armboutskappel · Arneke · Bambeke · Bavinkhove · Belle · Berten · Bieren · Bissezele · Blaringem · Boeschepe · Boezegem · Bollezele · Borre · Bray-Dunes · Broekburg · Broekkerke · Broksele · Buisscheure · Drinkam · Duinkerke · Ebblingem · Eke · Ekelsbeke · Eringem · Gijvelde · Godewaarsvelde · La Gorgue · Grand-Fort-Philippe · Grevelingen · Groot-Sinten · Hardefoort · Haverskerke · Hazebroek · Herzele · Holke · Hondegem · Hondschote · Hooimille · Houtkerke · Kaaster · Kapelle · Kapellebroek · Kassel · Killem · Kraaiwijk · Krochte · Kwaadieper · Lederzele · Ledringem · Leffrinkhoeke · Linde · Loberge · Loon · Meregem · Merkegem · Merris · Meteren · Millam · Moerbeke · Niepkerke · Nieuw-Berkijn · Nieuw-Koudekerke · Nieuwerleet · Noordpene · Ochtezele · Okselare · Oostkappel · Oud-Berkijn · Oudezele · Pitgam · Pradeels · Rekspoede · Rubroek · Ruisscheure · Sint-Janskappel · Sint-Joris · Sint-Mariakappel · Sint-Momelijn · Sint-Pietersbroek · Sint-Silvesterkappel · Sint-Winoksbergen · Soks · Spijker · Stapel · Steenbeke · Steenvoorde · Steenwerk · Stegers · Stene · Strazele · Terdegem · Téteghem-Coudekerque-Village · Tienen · Uksem · Vleteren · Volkerinkhove · Waalskappel · Warrem · Waten · Wemaarskappel · Westkappel · Wilder · Winnezele · Wormhout · Wulverdinge · Zegerskappel · Zerkel · Zermezele · Zoeterstee · Zuidkote · Zuidpene